# Acanthocybium
Acanthocybium is een monotypisch geslacht van straalvinnige vissen uit de familie van de Scombridae (Makrelen).

## Soort
- Acanthocybium solandri (Cuvier, 1832) – Wahoo